# Plateoplia acrobelia
Plateoplia acrobelia är en fjärilsart som beskrevs av Hans Daniel Johan Wallengren 1875. Plateoplia acrobelia ingår i släktet Plateoplia och familjen mätare. Inga underarter finns listade i Catalogue of Life.